# Кракушовиці
Кракушовиці (пол. Krakuszowice) — село в Польщі, у гміні Ґдув Велицького повіту Малопольського воєводства.
Населення — 348 осіб (2011).

## Демографія
Демографічна структура станом на 31 березня 2011 року:
|          | Загалом | Допрацездатний вік | Працездатний вік | Постпрацездатний вік |
| -------- | ------- | ------------------ | ---------------- | -------------------- |
| Чоловіки | 177     | 51                 | 110              | 16                   |
| Жінки    | 171     | 38                 | 99               | 34                   |
| Разом    | 348     | 89                 | 209              | 50                   |